# Tornby
Tornby er en mindre by i Vendsyssel med 983 indbyggere  (2024), beliggende i Tornby Sogn nord for Hjørring. Byen hører til Hjørring Kommune og ligger i Region Nordjylland.
Ved Tornby findes den populære Tornby Strand med to hoteller og et stort sommerhusområde. Derudover hører et af Danmarks ældste bjærgelaug til ved Tornby Strand.
Vest for byen, mellem byen og Skagerrak, ligger Tornby Klit Plantage.
I byen er der en togstation på lokalbanen mellem Hjørring og Hirtshals. Byen råder i øvrigt over Tornby-Vidstrup Skole med cirka 230 elever.
Byen er hjemsted til Tornby Idrætsforening med 600 aktive medlemmer heraf 150 fodboldspillere.